# Удалённый доступ (фильм)
«Удалённый доступ» — художественный фильм, поставленный режиссёром Светланой Проскуриной в 2004 году. В 2004 году картина участвовала в конкурсной программе Венецианского кинофестиваля.

## Сюжет
В фильме параллельно развиваются две истории. Героиня одной из них — 19-летняя Женя (Дана Агишева) — тотально одинока: её мир ограничен квартирой, в которой, кроме девушки, находятся мать (Елена Руфанова) и её новый спутник жизни (Владимир Ильин). Однажды, пролистав газетные объявления, Женя позвонила в службу «Секс по телефону» и попросилась на работу. Менеджер, объясняя новой сотруднице правила внутреннего распорядка, особо отметила, что «актрисам» запрещено знакомиться с клиентами, а к общению с ними следует относиться как к игре — не более.
Вторая сюжетная линия связана с Сергеем (Александр Плаксин). В детстве он потерял мать и сестру. Отношения с отцом находились на грани постоянного конфликта; единственным человеком, который его понимал, был друг Игорь (Фёдор Лавров). Как-то, набрав номер службы «Секс по телефону», Сергей услышал голос, который показался родным. Женя, оказавшаяся на другом конце провода, тоже поняла, что незнакомцу можно доверять. Вопреки инструкциям, полученным от менеджера, она дала ему свой телефон.
Так начался удалённый роман двух близких людей. Сергей и Женя постоянно созванивались, разговаривали о книгах, футболе, жизни, планировали встретиться, но почему-то откладывали первое свидание на неопределённый срок. В тот день, когда Женя, решив, наконец, увидеть своего телефонного собеседника, позвонила сама, Сергей погиб во взорвавшемся автомобиле.

## История создания
Началу съёмок предшествовали разногласия с первой группой продюсеров, в результате чего проект был заморожен на три года. Всё это время Светлана Проскурина переписывала сценарий и работала с актёрами.
На главную роль пробовались тысячи актрис. Однако выбор пал на непрофессиональную исполнительницу — выпускницу филологического факультета МГУ Дану Агишеву. После смены продюсера съёмочный период длился всего 30 дней — за это время удалось снять картину полностью. Светлана Проскурина и звукорежиссёр Владимир Персов применили новую для себя систему звукозаписи: «Например, в одной сцене разговаривают два партнёра. Одного мы записываем в одной звуковой атмосфере, другого — в иной. И когда я это соединяю, прокладываю ещё шумы по нескольким каналам — сцена, как ни странно, становится более упругой и драматичной».

## Рецензии
Картина намеренно построена на разрозненных фрагментах — так же разорваны и связи между персонажами. Прорывы к взаимопониманию редки и особенно ценны. Отсюда и абсолютизация духовного общения, удалённого доступа, телефонного единения душ молодых героев, опасающихся встречи, которая может разрушить волшебство любви.
Кинокритик Кирилл Разлогов («Искусство кино») выделил в структуре фильма три мифологические системы. Первая относится к компьютерной связи, позволяющей жить в условиях опосредованного общения, — она именуется мифологией коммуникации. Во второй речь идёт о «некогда заезженном „отчуждении“ (не путать с брехтовским „очуждением“), в частности, об отчуждении человека от человека, которое было переведено шестидесятниками с „западного“ как некоммуникабельность». Наконец, третья связана с жестокой реальностью современного мира.
Журналист «Российской газеты» Валерий Кичин, назвав «Удалённый доступ» историей новых Ромео и Джульетты, а жанр ленты — экзистенциальной драмой, отметил провисание многих сюжетных завязок, оставшихся незавершёнными. Картина производит впечатления деревьев, за которыми не видно леса, резюмировал рецензент.
Для обозревателя «Независимой газеты» Екатерины Барабаш определённым минусом стало длительное общение Светланы Проскуриной с Александром Сокуровым. Обратив внимание на «долгие молчаливые проходы, длинные крупные планы, необязательные паузы» («явное наследие Сокурова»), журналист сравнила их с «раздражающей в конце дня чашкой крепкого кофе». В то же время автор Variety Дебора Янг оценила «Удалённый доступ» «визуально впечатляющим, но неубедительным фильмом в духе русского модернизма».

## Роли исполняли
| Актёр              | Роль                                       |
| ------------------ | ------------------------------------------ |
| Дана Агишева       | Женя                                       |
| Елена Руфанова     | Вера мать Жени                             |
| Владимир Ильин     | Тимофей друг матери                        |
| Александр Плаксин  | Сергей                                     |
| Фёдор Лавров       | Игорь друг Сергея                          |
| Юрий Горин         | Юра клиент                                 |
| Татьяна Ипатова    | Татьяна менеджер службы «Секс по телефону» |
| Вера Ланцова       | сотрудница службы «Секс по телефону»       |
| Сергей Дрейден     | отец Сергея                                |
| Игорь Золотовицкий | Андрей                                     |
| Борис Хаимский     | китаец                                     |
| Евгения Игумнова   | китаянка                                   |
| Анна Гуляренко     | Катя                                       |

## Съёмочная группа
- Светлана Проскурина — режиссёр
- Светлана Проскурина — автор сценария
- Александр Буров, Сергей Юриздицкий — операторы
- Владимир Персов — звукорежиссёр
- Андрей Сигле — композитор
- Ольга Николаева — художник-постановщик
- Сергей Иванов — монтаж
- Юрий Обухов — продюсер

## Награды и фестивали
- 2004 61-й Венецианский кинофестиваль — участие в конкурсной программе[6]
- 2004 13-й открытый фестиваль кино стран СНГ и Балтии «Киношок» — приз «За лучшую женскую роль»[7] (Дана Агишева)
- 2005 — кинопремия «Ника» — номинация на премию за лучшую работу звукорежиссёра (Владимир Персов)
- 2005 Международный кинофестиваль «Меридианы Тихого» (Владивосток)[8]
  - приз «За лучшую женскую роль» (Дана Агишева)
  - приз «За лучшую женскую роль» (Елена Руфанова)
  - приз «За лучшую режиссёрскую работу» (Светлана Проскурина)
- 2005 Международный московский кинофестиваль — приз Федерации киноклубов России[9] (Светлана Проскурина)
- 2005 Открытый Российский кинофестиваль «Кинотавр» — приз имени Микаэла Таривердиева «За лучшую музыку к фильму»[10] (Андрей Сигле)